# Мориски

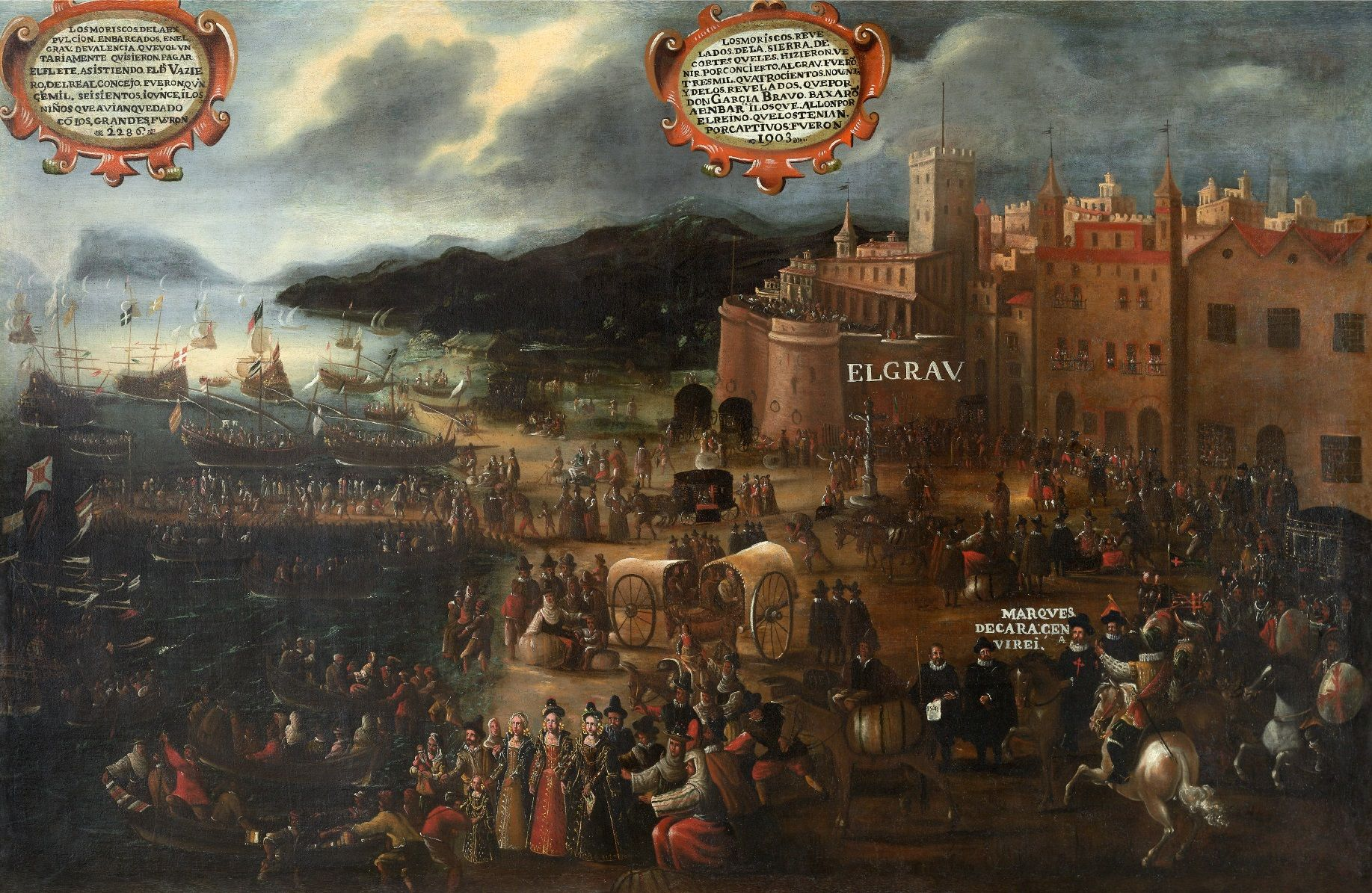
Изгнание морисков из Валенсии

Мори́ски (от араб.  موريسكيون، مواركة‎ [muˑriˑskijˈjuːn], [muˈwaːrakɐ], в буквальном переводе — «маленькие мавры», «мавританишки») в Испании и Португалии — мусульмане, официально принявшие христианство, а также их потомки. Мориски вместе с марранами (крещёными евреями) причислялись к сословию новых христиан (исп. cristianos nuevos [kɾistjano nueβ̞o], порт. cristãos novos [kɾiʃ.tˈɐ̃wʒ nˈɔ.vʊ̥ʃ]), или «обращённых» (tornadidos [tornaðiðos]). Численность, доля, социальное положение, занятия и культура морисков варьировали в зависимости от региона проживания. Название «мориски» употреблялось в Кастилии. В Арагонском королевстве их называли просто «маврами», в Валенсии и Каталонии — «сарацинами».

## Расселение
В XVI—XVII веках мудехары, а затем и сменившие их мориски, проживали преимущественно на юге и востоке Иберии. Выделялось несколько зон основной концентрации морисков.

### Королевство Гранада
На территории бывшего Гранадского эмирата, павшего в 1492 году, наблюдалась наибольшая концентрация мусульман (а затем и морисков) в стране. Накануне капитуляции в эмирате проживало не менее 350 тысяч мусульман. После аннексии гранадские мусульмане продолжали ревностно относиться к сохранению исламских традиций, а также арабского языка. Многие гранадские мориски тайно исповедовали ислам, а также поддерживали связи с противниками Кастилии — магрибскими арабами, берберами, турками и даже протестантами других стран Европы. Юго-восточное побережье Испании часто подвергалось набегам магрибских пиратов, которые иногда продвигались вглубь полуострова на 10—15 км в поисках наживы и пленников-христиан, которых затем продавали в рабство. Часто после таких набегов, группы малоимущих морисков, преимущественно разорившихся горожан, перебиралась вместе с пиратами в Африку. Доля и численность морисков в Гранаде быстро сокращалась в первой половине XVI века. Тем не менее, перепись населения Гранады 1560 года по-прежнему фиксировала преобладание, пусть и небольшое, морисков (150 000) над старыми христианами (125 000), прибывавшими из других регионов Испании.
В 1568—1571 годах Гранаду потрясло Альпухарское восстание. После его подавления около 80 000 морисков было рассеяно по мелким деревням Андалусии и Кастилии. Многие бежали в горы и там организовали кочевые преступные сообщества монфи, грабившие христианское население.

### Валенсия
Положение валенсийских морисков было неоднозначным. С одной стороны, они подвергались более тяжёлым формам эксплуатации и дискриминации со стороны менее толерантных каталоноязычных феодалов и горожан христианского вероисповедания, оттеснивших морисков в сферу аграрной экономики. С другой, выгодное прибрежное положение и постоянные (часто подпольные) связи с арабско-османским миром позволило некоторым из них снискать славу лучших знатоков фикха или исламского права среди других морисков Иберии. Большинство из них сохраняло арабский язык в качестве родного, хотя также хорошо владело кастильским и валенсийским языками, что позволяло им лучше вписаться в новые реалии Иберии по сравнению с их гранадскими собратьями. Валенсийские мориски составляли порядка 33 % населения королевства Валенсия. Кроме того, с середины XVI века темпы их естественного прироста значительно ускорились. Так, за полвека прирост морисков составил 69,7 %, а старых христиан — 44,7 %. Именно эта диспропорция заставила испанские власти пойти на депортацию морисков из страны.

### Кастилия
До середины XIII века мусульмане составляли значительную долю населения в городах Новой Кастилии (Кордова, Севилья). Но после нескольких неудачных мудехарских восстаний большая их часть предпочла укрыться на территории Гранадского эмирата. Оставшиеся подверглись быстрой испанизации. После подавления Альпухарского восстания около 80 тысяч морисков было переселено в небольшие поселения Андалусии и Кастилии с целью уменьшить их концентрацию в Гранаде. К началу XVII века в Кастилии находилось не менее 150000 морисков (при всём населении около 6 млн чел.), которые снова начали привлекать общественное внимание. В некоторых городах Андалусии они составляли подавляющее большинство населения (например, в Орначос, Аревало и Синко-Вильяс). В Астурии и Леоне морисков практически не было. Не так много их проживало в Эстремадуре. Несмотря на запреты, многие мориски успели переселиться в американские колонии Испании и Португалии через порт Кадиса.

### Арагон
Арагонские мориски резко отличались от гранадских и валенсийских. Они уже почти не владели арабским языком, утратили многие элементы восточной культуры. Выделяло их лишь традиционное занятие орошаемым земледелием в долине реки Эбро и её притоков. Доля морисков в королевстве Арагон варьировала в пределах 11—19 % всего населения.

### Португалия
В Португалии мориски проживали на территориях к югу от реки Тежу, особенно в Алгарвии, хотя там они были немногочисленны и, перейдя в христианство, были быстро поглощены местным и пришлым романским населением.

## Быт и культура

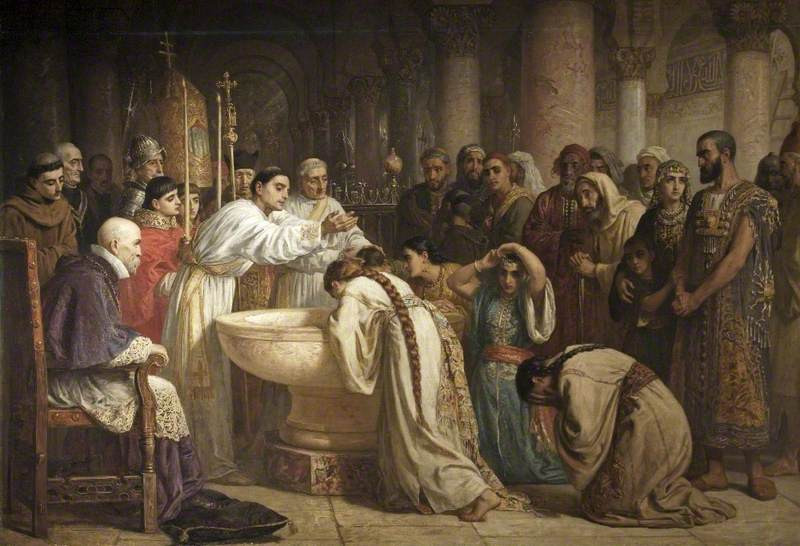
Эдвин Лонг — Мавританские новообращённые архиепископом Хименесом (1873)

Некоторые мориски тайно продолжали исповедовать ислам и вследствие этого являлись объектом преследований испанской инквизиции, как и марраны — евреи, принявшие христианство в аналогичной ситуации.

## Репрессии
В 1502 году был издан указ Католических королей, согласно которому все мусульмане Арагонского и Кастильского королевств были обязаны принять христианскую веру или покинуть пределы Испании. Мечети превращались в церкви. В XVI веке был разрушен минарет XII века при Кордовской мечети, вместо которого была воздвигнута 5-ярусная колокольня.

## Восстания
Мориски неоднократно поднимали восстания. Самое крупное Альпухарское восстание произошло в 1568—1571 годах и привело к гибели многих ещё остававшихся в живых хранителей древних культурных традиций. Французские гугеноты пытались «навести мосты» с морисками для совместной борьбы против тирании Габсбургов. В 1575 году Генрих Наваррский договорился с морисками Арагона о координации действий в случае вторжения гугенотских контингентов из Беарна в Испанию.
Некоторые деятели католической церкви (например Педраса, каноник из Гранады, хорошо знавший жизнь и нравы морисков) писали о высокой нравственности, честности, трудолюбии и милосердии бывших мусульман, прибавляя при этом, что они демонстрировали слабое соблюдение воскресений и церковных праздников и ещё меньшее — христианских таинств.

## Изгнание
Тем не менее, нагнетаемая религиозная нетерпимость толкала соседей-христиан на обвинения морисков в монополии ремёсел и торговли, во взяточничестве, в том, что не идут в монахи, а женятся и потому число их растёт и растёт. В ход шли и классические наветы в том, что они отравляют воду и пищу христиан, пьют человеческую кровь. Особенно подозрительной казалась «излишняя» чистоплотность. Мориски подвергались постоянной слежке по подозрению в тайном исповедании ислама. Апогеем гонений стала массовая депортация криптомусульман с территории Испании по указу Филиппа III (1609—1614). По желанию, в поселениях, где мориски составляли большинство населения, 6 из 100 семей могли остаться для поддержания инфраструктуры. Детей до 4-х лет предлагалось отдавать на воспитание христианам, хотя на практике к этому практически никогда не прибегали. Позднее в Испании было разрешено остаться всем морискам до 16 лет. Почти поголовно было выселено мавританское населении Арагона, в особенности таких округов как Валенсия, Сарагоса, Таррагона. С другой стороны, в Кастилии не менее 44 тысяч из них удалось так или иначе избежать депортации.
В результате изгнания морисков с 1609 года например Валенсия лишилась от 30 до 40 % населения. Помимо прямой миграции населения демографическую ситуацию в Валенсии усугубил больший размер семей у «новых христиан» по сравнению со «старыми христианами». По данным Х. Нацаля в Валенсии и Арагоне (где проживало большинство испанских морисков) до депортации 1609—1615 года количество детей на семью составляло в среднем 4,3—4,5 душ, что выше среднего показателя по Испании. По данным Ф. Руиса Мартина в бывшей столице Гранадского эмирата уже после вытеснения оттуда мавров этот показатель составил 3,96 за 1561 год, когда как в целом по провинции этот показатель составил 4—5. По данным французского испаниста Б. Венсапа в Гранаде после выселения оттуда морисков среднее число детей в семьях «старых христиан» составило по переписи 1574 года 2,89 человек, а по переписи 1576 года 2,65.

## Этногенез
За более чем 100 лет, прошедшие после падения Гранадского эмирата, многие мориски уже успели перебраться в испанские и португальские колонии в Америке или же смешаться с местным населением полуострова, о чём свидетельствуют данные современного генетического анализа испанцев (доля североафриканских генов у них варьирует в пределах 0—18 %). В среднем, в генах 3 % современных испанцев можно обнаружить африканские примеси. Согласно другому исследованию (2008), значительная часть евреев и морисков всё-таки успела раствориться в общеиспанском населении задолго до официальной депортации «чистокровных» евреев и мавров. Так, еврейские гены были обнаружены у 20 % участников выборки, а мавританские — у 11 %.